# Jessfield 76
Jessfield 76 (chinesisch 極司非爾路76號 / 极司非尔路76号, Pinyin jísīfēi'ěr lù 76 hào), nach ihrem Hauptsitz benannt, ist der gegen Chiang Kai-sheks Regierung gerichtete und von dem japanischen Militär in Shanghai gegründete Geheimdienst. Später wurde er zum offiziellen Regierungsorgan der später gegründeten Neuorganisierten Regierung der Republik China unter der Leitung von Wang Jingwei mit dem Namen Ausschuss des Zentralkomitees des Guomindangs für Geheimdienst (chinesisch 中國國民黨中央執行委員會特務委員會特工總部 / 中国国民党中央执行委员会特务委员会特工总部, Pinyin Zhōngguó Guómíndǎng Zhōngyāng Zhíxíng Wěiyuánhuì Tèwu Wěiyuánhuì Tègōng Zǒngbù), kurz Tegong Zongbu (chinesisch 特工総部).
Infolge des von der Gesellschaft der Blauhemden und der CC-Gruppe (Strömungen im Guomindang) in Shanghai ausgelösten antijapanischen Terrors gründeten die zuständigen Behörden der Kaiserlich Japanischen Armee 1939 als Gegenmaßnahme ein von japanophilen Chinesen geführtes Organ. Da die Hauptverwaltung sich in der exterritorialen Siedlung am Jessfield Road 76 befand, wurde die Behörde auch einfach als Jessfield 76 bezeichnet. Die früher im Geheimdienst des Vorkriegsguomindang tätigen Ding Mocun und Li Shiqun wurden zum Direktor und stellvertretenden Direktor (später Direktor) ernannt. Beide waren in ihrer Vergangenheit Terroristen, die sich bekehrt haben und sich vor den Agenten der Chongqing-Regierung fürchteten. Sie bekämpften den bewaffneten Krieg der Widersacher Wang Jingweis und den von ihnen ausgelösten Terror mit unrechtmäßigen Maßnahmen und mit solcher Heftigkeit, dass die Behörde den Spitznamen Die Dämonenhöhle (chinesisch 魔窟, Pinyin mókū) bekam.
Da sich der Erbschaftsstreit nach Li Shiquns Vergiftung am 9. September 1943 verschärfte, stellte Wang Jingweis Militärberater Generalleutnant Matsui Takurō Lis Abteilung unter die Verwaltung des Ministeriums für Untersuchungen und Statistik (Minister: Huang Ziqiang) und das Tegong Zongbu unter die Leitung des Amtes für politische Verteidigung.

## Leiter
- Ding Mocun (Mai 1939 – März 1940)
- Li Shiqun  (März 1940 – September 1943)